# Josef Gregor

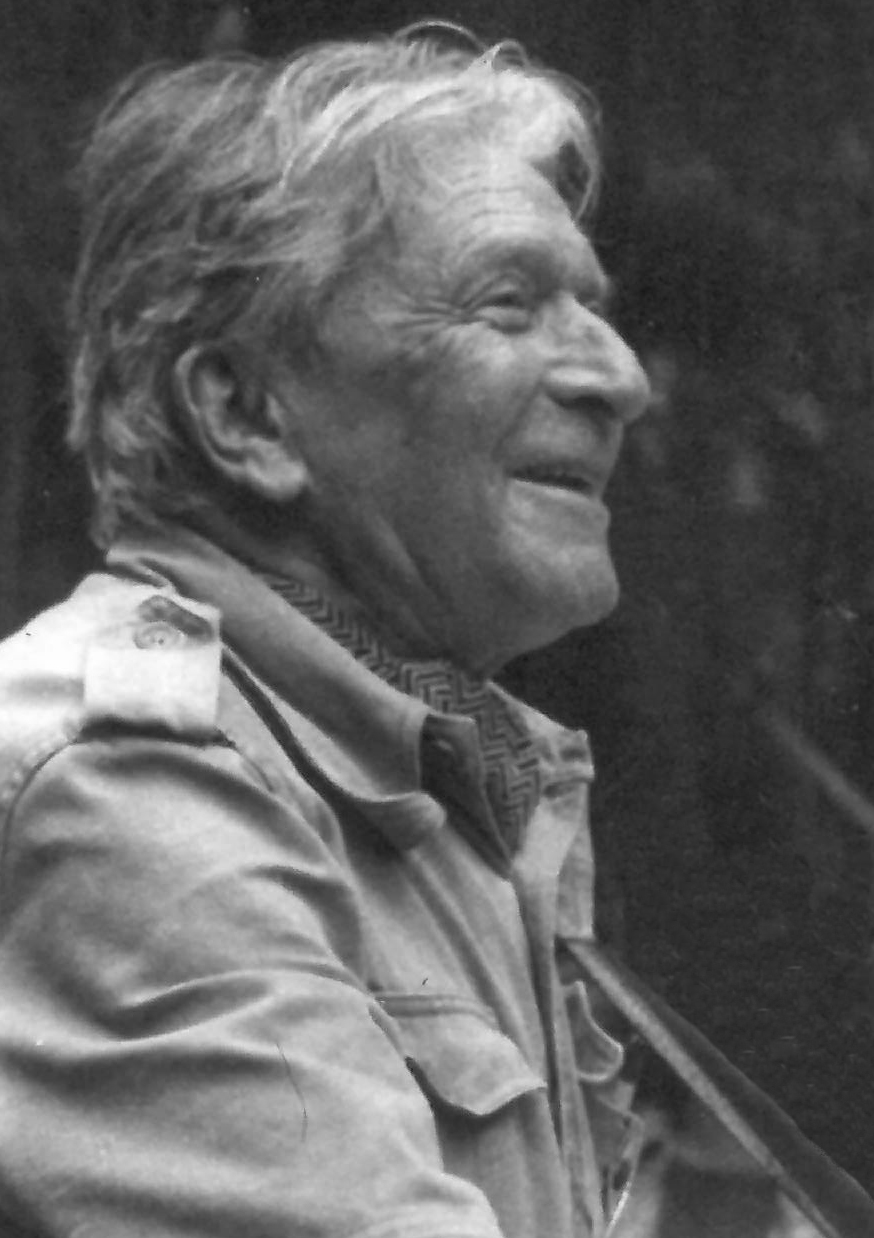
Sepp Gregor beim Liedvortrag (1981)

Josef „Sepp“ Gregor (* 9. September 1903 in Wien, Österreich-Ungarn; † 5. März 1987 in Bonn) war von seiner Berufsausbildung her klassischer Philologe, fühlte sich von seiner Berufung als Musik-, besonders Volksliedpädagoge.

## Leben
Sepp Gregor gründete 1949 in Essen die Klingende Brücke, eine internationale Vereinigung von Liedstudios, die sich das Erlernen von europäischen Volksliedern in den Originalsprachen zum Ziel gesetzt haben.
Sepp Gregor, selbst im Herzen eines Vielvölkerstaates geboren und aufgewachsen, beherrschte schon als Kind neben deutschsprachigen auch tschechische, slowakische und ungarische Volkslieder. Als Gregor 1947 heil aus sowjetischer Kriegsgefangenschaft nach Plön zurückgekehrt war, wuchs in ihm die Einsicht, dass die Katastrophe des Zweiten Weltkrieges nur in wechselseitigem Verstehen und Vertrauen der Völker untereinander bewältigt werden kann. Hierzu wurden bei seinen monatlichen Treffen Lieder aller in Europa gesprochenen Sprachen in der jeweiligen Originalsprache erarbeitet. Von Anfang an war keine Sprache ausgeschlossen. Neben westeuropäischen und deutschen Liedern nahm Sepp Gregor auch osteuropäische Lieder in das Repertoire auf, wenn auch das politische Europa von damals zunehmend durch einen Eisernen Vorhang getrennt wurde. Auch nord- und südamerikanische Lieder in europäischen Sprachen – Gregor nannte sie damals „die Töchter Europas jenseits des Ozeans“ – befinden sich im Repertoire seiner Klingenden Brücke.
Mit dem Namen Klingende Brücke lehnte sich Sepp Gregor an Die Brücke, die Kultureinrichtung der britischen Besatzungsverwaltung in ihrer Besatzungszone an. Diese unterstützte von Anfang an in Gestalt der beiden musikbegeisterten britischen Kulturoffiziere Colonel Elwes (Essen) und Boy Wolsey (Bochum) Gregors Vorhaben, singend wieder zueinander zu finden. Die „Fremdsprachen“ stellen in Verbindung mit der Musik kein Hindernis, sondern im Gegenteil eine ideale Brücke zum Verständnis der Lieder selbst, der Kultur ihrer Herkunftsländer und der dort lebenden Menschen dar.
Gregors Werk „Europäische Lieder in den Ursprachen“ (Gregor et al. 1956; s. u.) war im deutschsprachigen Bereich hinsichtlich der Rezeption von Liedern in Originalsprachen wegweisend für viele weitere ähnlich angelegte Liedsammlungen wie die von Jane Peterer, Helmut König oder Klaus Buhé (s. u.). Ende der 1970er und in den 1980er Jahren kamen solche Liederbücher geradezu in Mode. In dieser Zeit nahmen auch die Schulliederbücher nach und nach Lieder in den Originalsprachen auf.
Viele Leute ließen sich im Lauf der Jahre von Sepp Gregors Idee mitnehmen und wirkten mit. An vielen Orten in Deutschland, Frankreich, Belgien, den Niederlanden und Österreich bildeten sich Kreise der Klingenden Brücke. Diese Liedstudios betreute Sepp Gregor bis zu seinem Tod im Jahr 1987 weitgehend selbst. Menschen aller Bildungsgrade, Berufe, Altersstufen und Nationalitäten nehmen bis heute an den Liedtreffen der Klingenden Brücke teil, um das Liederbuch Europas mit Leben zu füllen.
Der Jazz-Geiger Valentin Gregor ist sein Sohn.
Josef Gregor erhielt am 18. Juni 1980 aus den Händen des damaligen Bonner Bürgermeisters Hans Steger für die Pflege des internationalen Volksliedes in europäischen Singkreisen im Sinne der Völkerverständigung das Bundesverdienstkreuz am Bande.

## Werke
An folgenden Werken hat Josef Gregor maßgeblich mitgewirkt bzw. sie sind in seinem Sinne erarbeitet worden:
- mit Friedrich Klausmeier, Egon Kraus: Europäische Lieder in den Ursprachen.
  - Bd. 1: Die romanischen und germanischen Sprachen. Berlin 1956,
  - Bd. 2: Die Lieder in den slavischen, finnischen, ugrischen und restlichen Sprachen. Berlin 1960,
- Jugendwerk der Abtei Maria Laach von P. Alkuin Real: Laacher Liederbuch. Maria Laach 1964,

(unter maßgeblicher Mitarbeit von Sepp Gregor, der aber nicht genannt wird)
- Schilling Konrad et al. (Hrsg.): Der Turm: Ausgabe B – Folklore aus allen Ländern. Bonn 1966.

(Mitarbeit von Sepp Gregor)
- Klingende Brücke (Sonja Ohlenschläger und Gert Engel, Joachim Mugdan):
  - Liederatlas europäischer Sprachen der Klingenden Brücke.
    - Band 1: Bonn 2001.
    - Band 2: Bonn 2002.
    - Band 3: Bonn 2003.
    - Gesamtverzeichnis dazu sortiert nach Sprachen, dem Alphabet, Gattungen, Motiven, Symbolen, Motiven. Bonn 2004.
    - Band 4: Bonn 2006.
    - Band 5: Bonn 2023.

Die Bände 1–3 enthalten je 10 Lieder in portugiesischer, spanischer, französischer, italienischer, englischer, deutscher, russischer, polnischer, griechischer und türkischer Sprache. Band 4 enthält Lieder in estnischer, lettischer, litauischer, jiddischer, polnischer, tschechischer, mährischer, slowakischer, ungarischer und deutscher Sprache. Die Lieder werden ergänzt mit Hintergrund-Informationen, Bildern und teilweise Karten; Band 4 enthält außerdem zu jeder Sprache eine Einführung. Band 5 ist dem Balkan gewidmet und stellt vor allem Lieder aus den Nachfolgestaaten des ehemaligen Jugoslawien vor: Slowenien, Kroatien, Bosnien und Herzegowina, Serbien, Montenegro, Kosovo, Nordmakedonien. Ebenfalls vertreten sind deren Nachbarn Albanien, Bulgarien und Rumänien sowie einige deutsche Sprachinseln und das Judenspanische (Judezmo).

## Liedsammlungen mit Liedern in Originalsprachen von anderen Autoren
- Horst Irrgang und Peter Zacher: Din don deine – Lieder der Völker Europas, Leipzig 1978
- Klaus Buhé: Diverse Liedersammlungen
- Heinrich Möller (Hrsg.): Das Lied der Völker; Ausgewählt, übersetzt und mit Benutzung der besten Bearbeitung
- Jane Peterer und Herwig Peychaer: Sing in Sing out – Volkslieder aus aller Welt für jedermann

## Tonträgeraufnahmen
- Ursprünge – Historische Tondokumente aus den Anfangsjahren des Essener Freundeskreis Die Klingende Brücke zum 50. Jahrestag seiner Gründung im März 1999 (CD mit Sepp Gregor auf dem Cover und Aufnahmen aus dem Essener Singkreis von 1950 bis 1954, Herausgeber: die andere Buchhandlung, Iserlohn-Drüppingen; zusammengestellt von Ruth Kollmann und Veerle de Leyn; Originalaufzeichnungen auf einem Drahttongerät von F.K. Kollmann; Digitalisierung und Tontechnik Jürgen Lutschkowski)